# Tredwell Scudder
Tredwell Scudder (ur. 1 stycznia 1778 w Islip, zm. 31 października 1834 tamże) – amerykański polityk, członek Partii Demokratyczno-Republikańskiej.

## Działalność polityczna
W 1802, 1810, 1811, 1814 i 1815 zasiadał w New York State Assembly. W okresie od 4 marca 1817 do 3 marca 1819 przez jedną kadencję był przedstawicielem miejsca A z 1. okręgu wyborczego w stanie Nowy Jork w Izbie Reprezentantów Stanów Zjednoczonych. W 1822 i 1828 ponownie zasiadał w New York State Assembly.